# Jon Agirre Agiriano
Jon Agirre Agiriano, alias Elurtxuri, (Aramayona, Álava, 8 de marzo de 1942 - Mondragón, Guipúzcoa, 12 de octubre de 2022), fue un terrorista español, miembro de la organización terrorista Euskadi Ta Askatasuna (ETA).

## Biografía
En 1981 fue condenado a prisión por tres asesinatos, uno de ellos el del niño de trece años José María Piris Carballo que un año antes, mientras jugaba con otro compañero, murió al explotarle una bomba oculta en una bolsa de deportes en Azcoitia y que iba dirigida contra un guardia civil. En aquellas fechas la noticia conmovió a la población que, a propuesta del alcalde del Partido Nacionalista Vasco y con el apoyo unánime de la corporación compuesta por el propio PNV, PSOE, Herri Batasuna, Partido Carlista e independientes, se manifestó en contra de la violencia, asistiendo más de cuatro mil personas.
Es considerado un miembro duro de la organización terrorista y nunca se ha arrepentido de sus asesinatos. Salió de prisión el 3 de mayo de 2011 tras cumplir los treinta años de condena, tiempo máximo que permite la legislación española.
El 25 de septiembre de 2011 se convirtió, junto a Gloria Rekarte, en el representante de la firma por parte del EPPK (Colectivo de Presos Políticos Vascos) del Acuerdo de Guernica, que dirige peticiones para el cese de la violencia política, entre los que se suele destacar el cese de "todo tipo de amenazas, presiones, persecuciones, detenciones y torturas contra toda persona por razón de su actividad o ideología política".